# موزه تاریخ طبیعی وین
موزهٔ تاریخ طبیعی وین (آلمانی: Naturhistorisches Museum Wien) یا (NHM Vienna) یک موزه بزرگ تاریخ طبیعی است که در وین، اتریش واقع شده‌است. این موزه یکی از مهم‌ترین موزه‌های تاریخ طبیعی در سراسر جهان است.
NHM Vienna یکی از بزرگترین موزه‌ها و موسسات تحقیقاتی غیردانشگاهی در اتریش و مرکز مهم تعالی برای همه امور مربوط به علوم طبیعی است. این موزه ۳۹ اتاق نمایشگاهی موزه با ۸۴۶۰ متر مربع مساحت دارد و بیش از ۱۰۰۰۰۰ شی را به نمایش می‌گذارد. این مکان دارای ۳۰ میلیون شی است که در دسترس بیش از ۶۰ دانشمند و پژوهندگان مهمان متعددی است که بررسی‌های اساسی را در طیف گسترده‌ای از زمینه‌هایی در ارتباط با علوم انسانی، علوم زمین و علوم زیستی انجام می‌دهند.
کد فهرست هرباریورم اختصاص داده شده به این موزه W است و در هنگام استناد به نمونه‌های هرباریوم نگهداری شده استفاده می‌شود.